# Hydroxid cesný
Hydroxid cesný (CsOH) je silně zásaditá anorganická sloučenina. Jeho anhydridem je oxid cesný. Je velmi hygroskopický. Je rozpustný v ethanolu. Také je jednou z látek, které jsou nejvíce rozpustné ve vodě.
Vzniká například reakcí oxidu cesného s vodou:
| Cs2O + H2O → 2 CsOH. | \| \| \| \| \| \| \| \| |  |
|                      |                         |  |
|                      |                         |  |